# 17歳のカルテ
『17歳のカルテ』（じゅうななさいのカルテ、原題:Girl, Interrupted）は、1999年のアメリカ合衆国の伝記青春映画。2000年に日本公開された。原作は1994年に出版されたスザンナ・ケイセンによる自伝。日本語訳は『思春期病棟の少女たち』（吉田利子訳/草思社/1994）。
自らも境界性パーソナリティ障害で精神科入院歴のあるウィノナ・ライダーは、精神病棟を患者の視点で赤裸々に描いた原作に惚れ込んで映画化権を買い取り、制作総指揮を買って出た。作品のテーマに於いて「カッコーの巣の上で」と比較される事が多いが、本作は原作がノンフィクションである点が異なっている。
ウィノナ・ライダー、アンジェリーナ・ジョリーを始め、ブリタニー・マーフィやクレア・デュヴァルなどの若手演技派女優の競演も見所の一つである。

## ストーリー
1967年、ニューイングランドに住むスザンナ・ケイセン（ウィノナ・ライダー）は、薬物大量服用による自殺未遂を起こしたあと、精神科の病院に入院した。パーソナリティ障害という自覚が無く、その環境に馴染めなかったスザンナだが、病棟のボス的存在であるリサ（アンジェリーナ・ジョリー）の、精神疾患である事を誇るかのような態度に魅かれていく内に、精神科病院が自分の居場所と感じるようになっていく。
しかし退院した患者の近親姦を喝破してその患者を自殺に追い込むというリサの行動から、徐々に彼女の行動に疑問を持つようになって行く。だがその事でリサに疎んじられ、他の患者も全員リサに同調して彼女は孤立する。
やがてリサや他の患者との全面対決に至るが、その出来事によってスザンナは「リサはここ（精神科病院）でしか生きられないからこれだけ強気な行動に出られるのだ」と気づき、自分は社会復帰を目指さなくてはならないと決意し、退院したところで映画は幕を閉じる。

## キャスト
| 役名                     | 俳優                         | 日本語吹替   |
| ------------------------ | ---------------------------- | ------------ |
| スザンナ・ケイセン       | ウィノナ・ライダー           | 高橋理恵子   |
| リサ・ロウ               | アンジェリーナ・ジョリー     | 湯屋敦子     |
| ジョージーナ・タスキン   | クレア・デュヴァル           | 本田貴子     |
| デイジー・ランドン       | ブリタニー・マーフィ         | 小島幸子     |
| ポリー・クラーク         | エリザベス・モス             | 小笠原亜里沙 |
| ジャネット・ウェバー     | アンジェラ・ベティス         | 杉本ゆう     |
| シンシア・クロウリー     | ジリアン・アルメナンテ       |              |
| ジョン                   | トラヴィス・ファイン         |              |
| クランブル医師           | カートウッド・スミス         | 佐々木敏     |
| メルヴィン・ポッツ医師   | ジェフリー・タンバー         | 仲野裕       |
| アネット・ケイセン       | ジョアンナ・カーンズ         |              |
| カール・ケイセン         | レイ・ベイカー               |              |
| トビー・ジェイコブス     | ジャレッド・レト             | 佐藤淳       |
| ソニア・ウィック医師     | ヴァネッサ・レッドグレイヴ   | 藤波京子     |
| ヴァレリー・オーウェンス | ウーピー・ゴールドバーグ     | 小宮和枝     |
| ギルクレスト教授         | ブルース・アルトマン         |              |
| バーバラ・ギルクレスト   | メアリー・ケイ・プレイス     |              |
| ボニー・ギルクレスト     | ケイディー・ストリックランド |              |
| テレサ・マカリアン       | ロビン・レック               |              |
| トニー                   | ミーシャ・コリンズ           | 佐藤晴男     |
| グレッタ                 | アリソン・クレア             | 田中敦子     |

その他の声の出演：田野めぐみ、菊池いづみ、田中明夫、野沢由香里、児玉孝子、永田博丈、相田さやか
日本語版制作スタッフ：演出：中野洋志、翻訳：原口真由美、調整：高橋慶美、制作：ACクリエイト株式会社

## 音楽
主な挿入曲は以下のとおり。
- ペトゥラ・クラーク 「恋のダウンタウン」
- ゼム 「イッツ・オール・オーバー・ナウ、ベイビー・ブルー」
- ママス&パパス 「ゴット・ア・フィーリン」
- メリリー・ラッシュ&ザ・ターナバウツ 「朝の天使」
- ジェファーソン・エアプレイン 「帰っておくれ」
- ザ・バンド 「ザ・ウェイト」
- スキータ・デイヴィス 「この世の果てまで」

## 受賞
- アカデミー助演女優賞（アンジェリーナ・ジョリー）
- ゴールデングローブ賞助演女優賞（アンジェリーナ・ジョリー）
- 全米映画批評家協会賞新人賞（アンジェリーナ・ジョリー）

## 備考
- 日本語題には「17歳」という言葉が使用されているが、これは2000年に17歳による少年犯罪が連続して発生し、マスコミが「キレる17歳」という言葉を流行させた影響である。原題にも物語にも17歳という言及はない。ただし、原作者のスザンナ・ケイセンは17歳の時にアスピリンを大量に飲んで自殺を図り、精神科に入院している。[要出典]

- 原作本および映画の原題である『Girl, Interrupted』は、フェルメールの絵画『中断された音楽の稽古』（Girl Interrupted at her Music）に由来する。[要出典]

- この映画はウィノナ・ライダーが原作に惚れ込み映画化権を買い取って製作総指揮も兼任した作品であるが、当時新人であったアンジェリーナ・ジョリーの方がそのエキセントリックな役柄から注目され、ウィノナ・ライダー自身はまったく注目されなかった。[要出典]